# Porosität
Die Porosität ist eine dimensionslose Messgröße und stellt das Verhältnis von Hohlraumvolumen zu Gesamtvolumen eines Stoffes oder Stoffgemisches dar. Sie dient als klassifizierendes Maß für die tatsächlich vorliegenden Hohlräume. Zur Anwendung kommt die Größe im Bereich der Werkstoff- und Bautechnik sowie in den Geowissenschaften. Die Porosität hat großen Einfluss auf die Dichte eines Materials sowie auf den Widerstand bei der Durchströmung einer Schüttung (Darcy-Gesetz).
In manchen Bereichen spricht man auch von Porigkeit. Haufwerksporigkeit entsteht durch die Hohlräume zwischen den Partikeln in körnigem oder rundem Material wie Schüttgütern.
Bei Materialien, bei denen es auf den inneren Zusammenhalt, die Dichte oder Homogenität ankommt, sind Poren meist unerwünscht, so etwa bei der Herstellung von Bauteilen aus Glas und Metallguss.
Die flüssigen oder pastösen Ausgangsstoffe bei der Kunststoffherstellung werden oft einem Vakuum ausgesetzt, um enthaltene Gase zu entfernen und so eine Porenbildung zu vermeiden.
Beim Tränken von Holz oder Fasern mit Imprägnierungs- oder Bindemittel werden teilweise Vakuum und Überdruck abwechselnd eingesetzt, um vorhandene Poren zu füllen.
In verschiedenen Produkten ist die Porosität erwünscht:
- Bei Leichtbaustoffen dienen Poren der Gewichtsreduktion.
- Bei Dämmstoffen vermindern Poren die Wärmeleitfähigkeit.
- In feuerfesten Werkstoffen wie Schamott und Brandschutzmörteln verringern Poren die durch die Wärmedehnung hervorgerufenen inneren Spannungen und verhindern das Reißen des Materials.
- Offene Poren in schalldämmendem Material absorbieren Luftschall.
- In elastischen Materialien (z. B. zur Polsterung, Federung und Dämpfung) erhöhen Poren die Flexibilität.
- Durch Poren in Metallschaum, Leichtbeton und Verbundmaterial wie Wabenplatten läßt sich das Gewicht im Verhältnis zur Biegesteifigkeit stark verringern.
- Poröse Materialien werden als Filter einsetzt.
- Der Kapillareffekt beruht auf Poren in einem gewissen Durchmesserbereich. Ab einer gewissen Größe wirken Poren wirken nicht mehr kapillar. Da sie sich dann nicht mehr selbsttätig mit Flüssigkeiten vollsaugen, wird das Material beim Gefrieren der Flüssigkeit kaum gedehnt. Solche Baumaterialien sind widerstandsfähger gegen Frost.
- Offenporige Materialien sind diffusionsoffen und ermöglichen den Durchtritt von Gasen und Flüssigkeiten.
- Poren in Sanierputzen und Bauplatten nehmen Salzkristalle aus durchfeuchtetem Mauerwerk auf und vermeiden dadurch Ausblühungen und Abplatzungen.

## Definition
Die Porosität {\displaystyle \Phi } ergibt sich aus
{\displaystyle \Phi =1-{\frac {\rho }{\rho _{0}}}},
mit {\displaystyle \rho } als Rohdichte (eines Festkörpers) bzw. Schüttdichte (eines Haufwerks) sowie der Reindichte {\displaystyle \rho _{0}}. Die prozentuale Größe erhält man durch Multiplikation mit 100 (Prozent).
Alternativ lässt sich die Porosität als Verhältnis von Hohlraumvolumen {\displaystyle V_{\rm {H}}} zu Gesamtvolumen {\displaystyle V=V_{\rm {H}}+V_{\rm {F}}} mit {\displaystyle V_{\rm {F}}} als Reinvolumen des Feststoffes angeben:
{\displaystyle \Phi ={\frac {V_{\rm {H}}}{V}}={\frac {V_{\rm {H}}}{V_{\rm {H}}+V_{\rm {F}}}}}
In der Bodenmechanik wird als Kennzahl auch die Porenziffer verwendet (Verhältnis von Hohlraumvolumen {\displaystyle V_{\rm {H}}} zu Feststoffvolumen {\displaystyle V_{\rm {F}}}).

### Offene und geschlossene Porosität
Die Gesamtporosität eines Stoffes setzt sich zusammen aus
- der offenen oder auch Nutzporosität, d. h. den Hohlräumen, die untereinander und mit der Umgebung in Verbindung stehen
- der abzementierten, geschlossenen oder auch Dead-End-Porosität, d. h. den nicht miteinander verbundenen Hohlräumen.

Als hohe offene Porosität bezeichnet man offenporiges Material oder ideal betrachtet eine Wabenstruktur, bei reiner Geschlossenporigkeit spricht man von Schaum.
Wird das Probenvolumen eines Festkörpers mittels eines Gaspyknometers bestimmt, so entspricht es dem Feststoffvolumen der Probe einschließlich des nicht zugänglichen (= geschlossenen) Hohlraum- bzw. Porenvolumens. Die entsprechende Dichte ist
{\displaystyle \rho _{\text{Gaspyknometrie}}={\frac {m}{V_{\rm {F}}+V_{\text{H,geschlossen}}}}}.
Die offene Porosität berechnet sich dann mit der Rohdichte {\displaystyle \rho } wie folgt:
{\displaystyle \Phi _{\text{offen}}=1-{\frac {\rho }{\rho _{\text{Gaspyknometrie}}}}}.

### Porosität von Kugelpackungen
Folgende geometrisch bestimmbare Gesamtporositäten einer Anordnung aus massiven gleich großen Kugeln können berechnet werden:
- kubisch flächenzentrierte  sowie hexagonal dichteste Kugelpackung: {\displaystyle \Phi } = 0,26
- kubisch raumzentrierte Kugelpackung: {\displaystyle \Phi } = 0,32.

Diese Werte ergeben sich direkt aus der Packungsdichte, welche für die kubisch und hexagonal dichteste Kugelpackung 74 % beträgt. Kepler postulierte, dass dies der größte Wert ist, den eine Kugelpackung überhaupt annehmen kann. Diese sogenannte Keplersche Vermutung konnte erst durch computergestützte Beweise bestätigt werden, sie wurde von David Hilbert im Jahr 1900 als 18. Problem in seine Liste von 23 mathematischen Problemen aufgenommen.
Bei einem kubisch raumzentrierten Gitter (wie bei Wolfram) beträgt die Packungsdichte 68 % und einem kubisch primitiven Gitter (wie bei Alpha-Polonium) ist sie 52 %.
Für beliebige Kugelpackungen aus idealen, massiven Kugeln (ohne innere Porosität) gilt folgende grobe Abschätzung:
{\displaystyle \Phi \approx {\frac {\pi }{\text{Koordinationszahl}}}\cong 0{,}4\ldots 0{,}45}.

## Auftreten

### Bautechnik

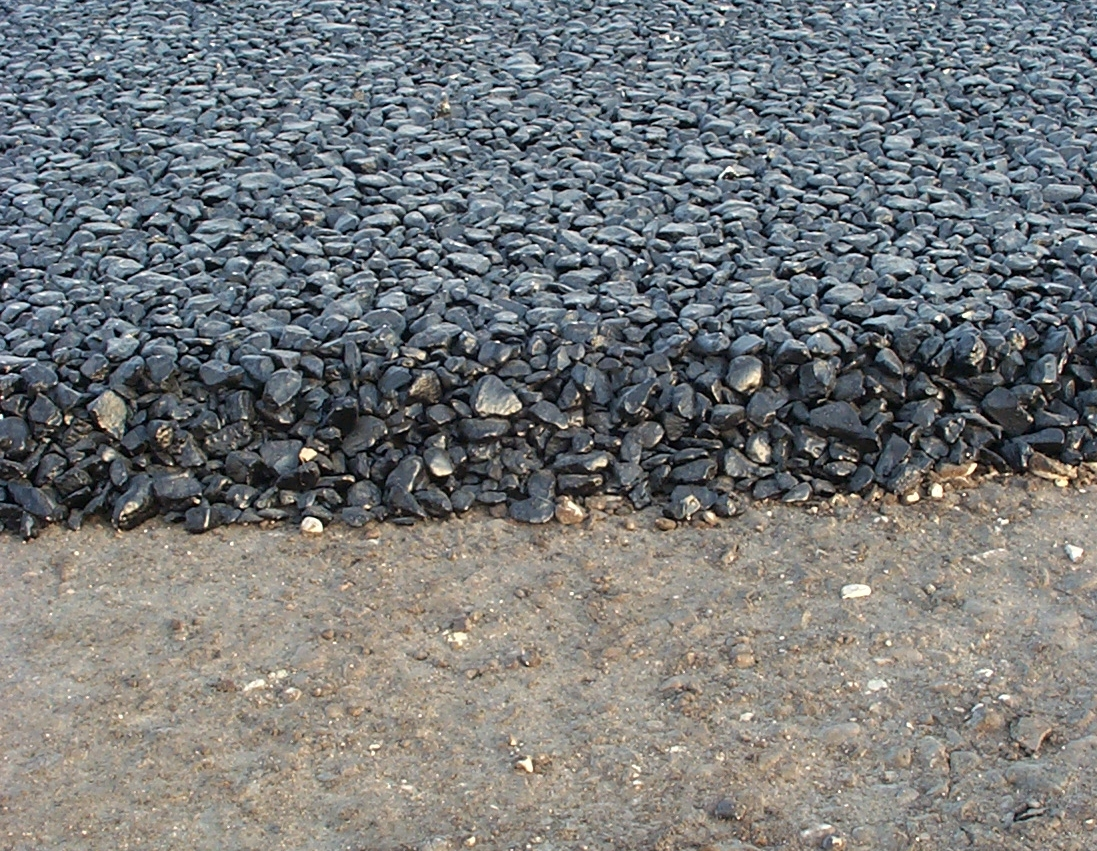
Asphaltschicht mit hohem Porenvolumen

In der Bautechnik bezeichnet der Begriff Porosität den Hohlraumanteil einer Schüttung oder eines Haufwerks. Porosität und Schüttdichte stehen dabei in Zusammenhang. Definiert ist die Porosität als das Verhältnis von Hohlraumvolumen {\displaystyle V_{\rm {Hohl}}} zum Gesamtvolumen des Haufwerks {\displaystyle V_{\rm {ges}}}. Gebräuchlich ist dabei der Buchstabe  {\displaystyle \varepsilon } oder {\displaystyle P_{\rm {W}}}, weniger verbreitet ist dagegen das bereits eingeführte {\displaystyle \Phi }.
Üblich ist folgende Definition:
{\displaystyle \varepsilon ={\frac {V_{\mathrm {H} }}{V_{\mathrm {g} es}}}={\frac {V_{\mathrm {H} }}{V_{\mathrm {H} }+V_{\mathrm {s} }}}}
Das Gesamtvolumen {\displaystyle V_{\rm {ges}}} setzt sich selbst aus dem Feststoffvolumen {\displaystyle V_{\rm {s}}} (entspricht Reinvolumen {\displaystyle V_{\rm {F}}}) und dem Hohlraumvolumen {\displaystyle V_{\rm {H}}} zusammen.

### Werkstofftechnik

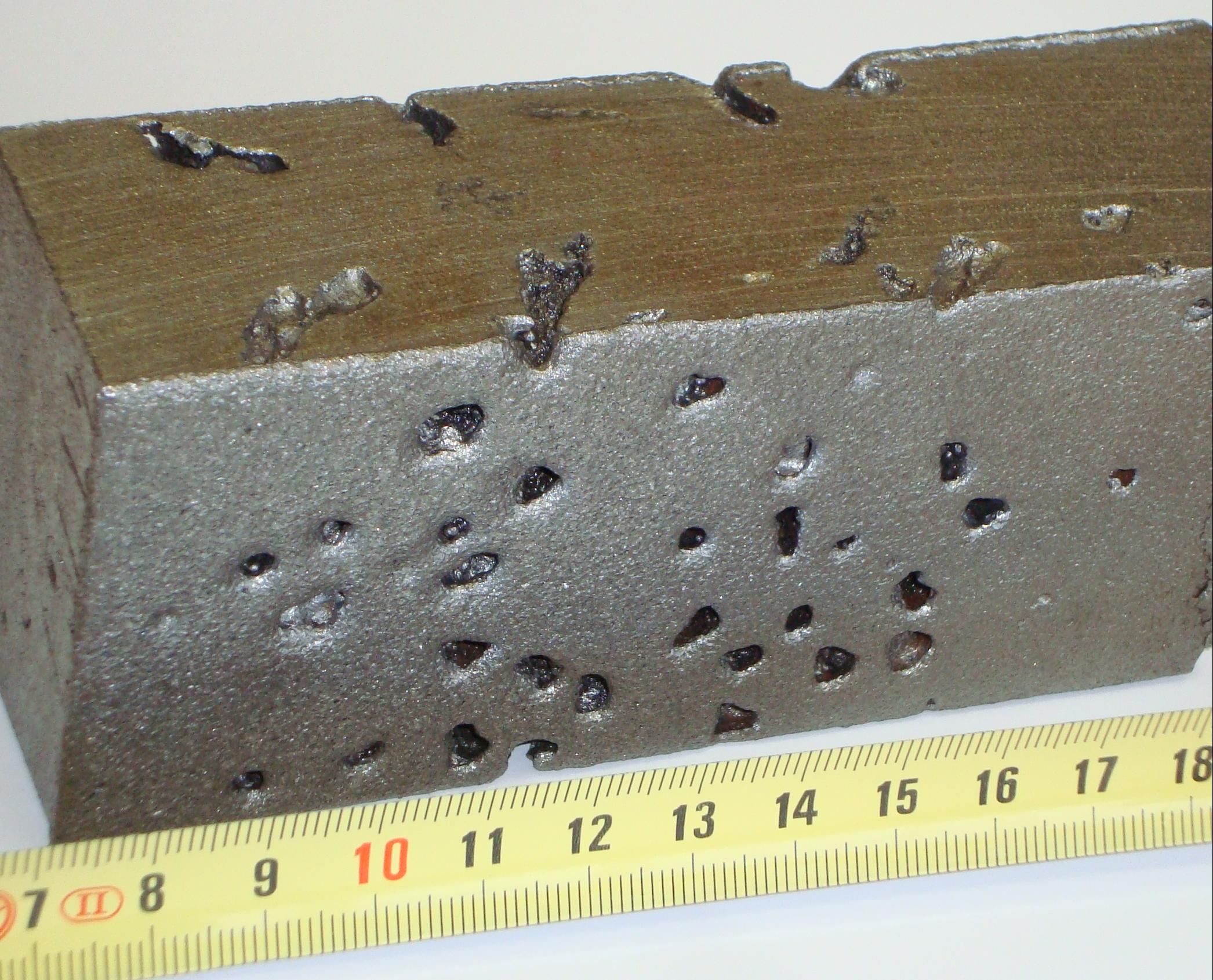
Gasblasen in Stahlguss

In der Werkstofftechnik erfolgt die Klassifizierung poröser Materialien nach der Größe der Poren:
- mikroporös: Poren < 2 nm
- mesoporös: Porengröße zwischen 2 und 50 nm
- makroporös: Poren > 50 nm

Bei Graugussteilen, aber auch solchen, die aus Kupferlegierungen in Sandformen abgegossen werden, gibt es u. a. eine sehr charakteristische, als pin-holes („Nadelstichporosität“) bezeichnete Porenform. Sie kann an der Oberfläche sichtbar sein oder dicht darunter liegen. Es handelt sich um Reaktionen der Schmelze mit der Feuchtigkeit des Formstoffs, oder verwendeter Kerne, aber auch mit Bindemitteln derselben. Wasserstoff-pin-holes und Wasserstoff-Stickstoff-pin-holes sind möglich.
Eine andere Art von Porosität findet sich bei Aluminiumguss in Sand und Kokille. Die Erstarrung des Metalls in der Form kann hier mit zunehmender Abkühlung zu Porosität führen, weil die Wasserstofflöslichkeit von Aluminium und Aluminiumlegierungen temperaturabhängig zurückgeht, der ausgeschiedene Wasserstoff aber am Entweichen gehindert ist und damit zu unerwünschter Porosität mit erheblichem Einfluss auf die Festigkeitseigenschaften führt. Entgasende Maßnahmen im Rahmen einer Schmelzebehandlung helfen dem ab. Aluminiumdruckguss ist wegen sehr rascher Formfüllung und Erstarrung weniger porositätsgefährdet. Porosität durch beim Gießvorgang eingeschlossene Luft vermeidet man durch ein Vakuum-Gießverfahren (VACURAL).

### Geowissenschaften

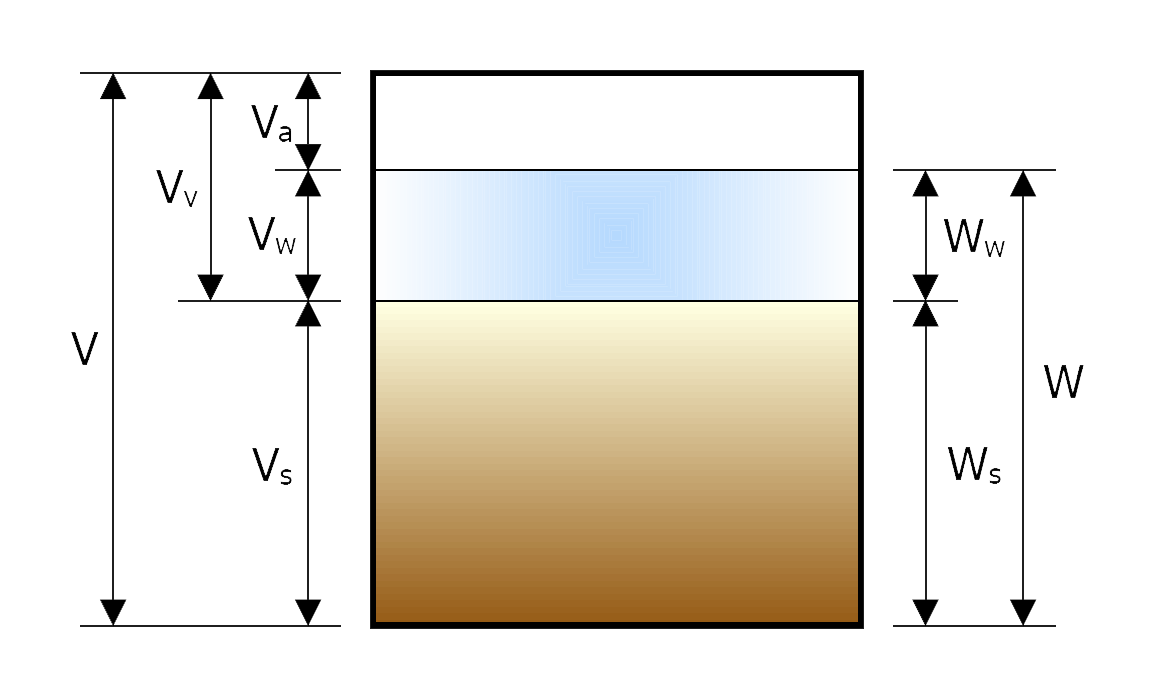
Bodenbestandteile Feststoff, Wasser und Luft

In der Geologie, Hydrogeologie und Bodenkunde bezeichnet die Porosität das Verhältnis des Volumens aller Hohlräume eines porösen Bodens oder Gesteins zu dessen äußerem Volumen. Es handelt sich also um ein Maß dafür, wie viel Raum der eigentliche Boden oder das Gestein aufgrund seiner Körnung oder Klüftung innerhalb eines bestimmten Volumens ausfüllt beziehungsweise welche Hohlräume er in diesem hinterlässt. Die Poren oder Kapillare sind dabei in der Regel mit Luft und/oder Wasser gefüllt. Die Porosität wird üblicherweise in Prozent oder als Fraktion (Bruchteile von 1 = 100 %) angegeben und mit dem Formelbuchstaben Φ bezeichnet.
Die Porosität von Gesteinen beschreibt das Volumen von Hohlraumanteilen, die von beweglichen, wanderungsfähigen Medien, wie Wasser und Gasen, eingenommen werden kann. Gelegentlich wird für die Porosität von Gesteinen der gleichbedeutende Terminus Undichtigkeitsgrad verwendet.
Ferner gibt es die gesteinstechnischen Werte Porenzahl (Formelzeichen {\displaystyle e}) und Porenanteil (Formelzeichen {\displaystyle n}).
Bei der Betrachtung der Verwitterungsbeständigkeit von Naturwerksteinen geht man von der offenen Porosität (πwi) aus. Sie beschreibt nur jene Porenräume, in dem Flüssigkeiten und Gase an Austauschvorgängen beteiligt sind.
Sedimente und Sedimentgesteine weisen eine Porosität von etwa 10 bis 40 % auf, Metamorphite und Magmatite hingegen nur rund 1 bis 2 %. Typische, real gemessene Gesamtporositäten sind:
- Sandstein: 5 bis 40 %, typisch 30 % (abhängig von Korngrößenverteilung, Art des Bindemittels und Konsolidierung)
- Kalkstein oder Dolomit: 5 bis 25 % (abhängig von Lösungsprozessen durch Grundwasser und Verwitterung)
- Tonstein: 20 bis 45 % (aufgrund des kleinen Durchmessers der Poren jedoch kein nutzbares Speichergestein)
- Schieferton: kleiner 10 %
- Lockere Sande und Kiese: bis über 40 %

| Einstufung       | Porositäten   |
| ---------------- | ------------- |
| Vernachlässigbar | Φ < 4 %       |
| Niedrig          | 4 < Φ < 10 %  |
| Gut              | 10 < Φ < 20 % |
| Ausgezeichnet    | Φ > 20 %      |

In der Erdöl-/Erdgasindustrie, der Montangeologie und in der Geothermie spielt die effektive Porosität eine große Rolle, da nur durch die untereinander in Verbindung stehenden Poren Fluide (Wasser, Öl oder Gas) fließen können. Im Zusammenhang mit Speichereigenschaften eines Gesteins wird in der Hydrogeologie auch von nutzbarer Porosität gesprochen.